# Раунд-Прери (тауншип, Миннесота)
Раунд-Прери (англ. Round Prairie) — тауншип в округе Тодд, Миннесота, США. На 2000 год его население составило 692 человека.

## География
По данным Бюро переписи населения США площадь тауншипа составляет 93,3 км², из которых 90,8 км² занимает суша, а 2,5 км² — вода (2,66 %).

## Демография
По данным переписи населения 2000 года здесь находились 692 человека, 230 домохозяйств и 181 семья.  Плотность населения —  7,6 чел./км².  На территории тауншипа расположено 259 построек со средней плотностью 2,9 построек на один квадратный километр. Расовый состав населения: 99,13 % белых и 0,87 % приходится на две или более других рас.
Из 230 домохозяйств в 40,0 % воспитывались дети до 18 лет, в 70,9 % проживали супружеские пары, в 3,9 % проживали незамужние женщины и в 20,9 % домохозяйств проживали несемейные люди. 17,4 % домохозяйств состояли из одного человека, при том 5,2 % из — одиноких пожилых людей старше 65 лет. Средний размер домохозяйства — 3,01, а семьи — 3,45 человека.
33,4 % населения — младше 18 лет, 6,9 % — в возрасте от 18 до 24 лет, 27,7 % — от 25 до 44, 22,3 % — от 45 до 64, и 9,7 % — старше 65 лет. Средний возраст — 35 лет. На каждые 100 женщин приходилось 107,2 мужчин.  На каждые 100 женщин старше 18 приходилось 109,5 мужчин.
Средний годовой доход домохозяйства составлял 35 694 доллара, а средний годовой доход семьи —  38 750 долларов. Средний доход мужчин —  25 741  доллар, в то время как у женщин — 20 833. Доход на душу населения составил 13 422 доллара. За чертой бедности находились 16,0 % семей и 17,2 % всего населения тауншипа, из которых 20,7 % младше 18 и 26,6 % старше 65 лет.